# Танахмерах
Танахмерах (індонез. Tanah Merah, або індонез. Tanamerah, букв. «червона земля») — місто в індонезійській провінції Південне Папуа.

## Географія
Розташований за триста кілометрів на північ від Мерауке у центрально-східній частині провінції, майже у центрі острова Нова Гвінея. Лежить на річці Дігул.

### Клімат
Місто знаходиться у зоні, котра характеризується мусонним кліматом. Найтепліший місяць — листопад із середньою температурою 27.8 °C (82 °F). Найхолодніший місяць — липень, із середньою температурою 25.6 °С (78 °F).
| Клімат Танахмераха      | Клімат Танахмераха | Клімат Танахмераха | Клімат Танахмераха | Клімат Танахмераха | Клімат Танахмераха | Клімат Танахмераха | Клімат Танахмераха | Клімат Танахмераха | Клімат Танахмераха | Клімат Танахмераха | Клімат Танахмераха | Клімат Танахмераха | Клімат Танахмераха |
| Показник                | Січ.               | Лют.               | Бер.               | Квіт.              | Трав.              | Черв.              | Лип.               | Серп.              | Вер.               | Жовт.              | Лист.              | Груд.              | Рік                |
| Абсолютний максимум, °C | 35                 | 35                 | 35                 | 34                 | 33                 | 32                 | 31                 | 32                 | 33                 | 36                 | 36                 | 35                 | 36                 |
| Середній максимум, °C   | 32                 | 31                 | 32                 | 31                 | 30                 | 29                 | 28                 | 29                 | 30                 | 32                 | 32                 | 32                 | 31                 |
| Середня температура, °C | 27                 | 26                 | 27                 | 26                 | 26                 | 25                 | 25                 | 25                 | 25                 | 27                 | 27                 | 27                 | 26                 |
| Середній мінімум, °C    | 22                 | 22                 | 22                 | 22                 | 23                 | 22                 | 22                 | 21                 | 21                 | 22                 | 22                 | 23                 | 22                 |
| Абсолютний мінімум, °C  | 21                 | 20                 | 20                 | 20                 | 20                 | 19                 | 19                 | 18                 | 18                 | 17                 | 20                 | 20                 | 17                 |
| Норма опадів, мм        | 360                | 400                | 440                | 430                | 390                | 300                | 290                | 300                | 370                | 330                | 360                | 400                | 4420               |
| ----------------------- | ------------------ | ------------------ | ------------------ | ------------------ | ------------------ | ------------------ | ------------------ | ------------------ | ------------------ | ------------------ | ------------------ | ------------------ | ------------------ |
| Джерело: Weatherbase    |                    |                    |                    |                    |                    |                    |                    |                    |                    |                    |                    |                    |                    |

## Історія
За часів нідерландського панування місто було місцем заслання за дрібні злочини. 1942-го року на вимогу нідерландського колоніального уряду у вигнанні цих в'язнів евакуювали до Австралії (Танахмерах, однак, не буде захоплений японською армією), де згодом випустили на волю. Австралійський журналіст Руперт Локвуд (1908—1997) вважав, що саме активістська діяльність та страйки колишніх ув'язнених вплинули на рішення Австралії не випускати зі своїх портів нідерландський військовий та торговельний флот, який мав висадитися у новопроголошеній республіці та придушити рух за незалежність.